# Inter-Services Intelligence
Inter-Services Intelligence, kurz ISI, ist der zentrale Geheimdienst der Islamischen Republik Pakistan. Er wurde 1948 gegründet und ist formal der Geheimdienst der Streitkräfte Pakistans. ISI gilt als der mächtigste und am besten ausgestattete Nachrichtendienst der islamischen Welt und als ein Staat im Staate mit zum Teil selbständiger Außenpolitik. Im Kampf gegen den Internationalen Terrorismus, speziell gegen islamistische Kräfte im benachbarten Afghanistan, spielt der ISI eine ambivalente Rolle. Mit dem ISPR (Inter-Services Public Relations) besteht zudem bereits seit 1949 eine organisatorisch selbstständige Einheit der Streitkräfte für Öffentlichkeitsarbeit.
Bei Gründung außerhalb Pakistans relativ unbekannt, erlangte der ISI in den 1980er Jahren weltweite Bekanntheit durch seine Unterstützung der afghanischen Mudschaheddin im sowjetisch-afghanischen Krieg in der benachbarten Demokratischen Republik Afghanistan, für die er eng mit der CIA und dem Secret Intelligence Service des Vereinigten Königreichs in der Operation Cyclone zusammenarbeitete. Nach der Auflösung der Demokratischen Republik Afghanistan im Jahr 1992 leistete der ISI den Taliban im afghanischen Bürgerkrieg in den 1990er Jahren strategische Unterstützung und lieferte Geheimdienstinformationen gegen die Nordallianz.
Das FBI gab 2011 vor einem US-Gericht erstmals öffentlich zu, dass der Inter-Services Intelligence (ISI) den Aufstand in Kaschmir durch die Bewaffnung separatistischer militanter Gruppen unterstützt.
In Deutschland beobachtet der ISI im Exil lebende Angehörige oppositioneller Gruppen und versucht laut BfV Einfluss auf die pakistanische Diaspora und die Außenwahrnehmung Pakistans zu nehmen. Direktor ist der Generalleutnant Faiz Hameed.

## Geschichte

### Gründung
Der Inter-Services Intelligence entstand 1948, kurz nach der Unabhängigkeit Pakistans, um die Armee des jungen Staates durch einen leistungsfähigen Militärgeheimdienst zu unterstützen. Der ISI war in seiner Gründungsphase maßgeblich die Schöpfung von Major General Walter Joseph Cawthome, einem in Australien geborenen Offizier der British Army, der zu jener Zeit stellvertretender Generalstabschef der neuen Pakistanischen Armee war. Erster Chef des ISI war Generalmajor Syed Shahid Hamid, der zunächst nur über ein kleines Büro in Karatschi verfügte. In den ersten Jahren seiner Geschichte war der ISI ausschließlich als militärischer Auslandsgeheimdienst konzipiert, dessen Auftrag die Sammlung und Analyse ziviler und militärischer Informationen war. Rekrutiert wurden die ISI Offiziere aus den drei Teilstreitkräften des Pakistanischen Militärs. Beim Aufbau des Dienstes stand der Iranische Geheimdienst SAVAK Pate. Ausbildungsunterstützung kam von der US-amerikanischen Central Intelligence Agency (CIA) und dem französischen Auslandsgeheimdienst SDECE.
Die Rolle des ISI änderte sich ab 1958 stark, als der Armee-Oberbefehlshaber General Ayub Khan sich an die Macht putschte und den Dienst zur politischen Waffe umfunktionierte. Unter seiner Herrschaft wurde der Auftrag zunehmend auf die Überwachung von Oppositionellen in Pakistan selbst und den Schutz der Militärherrschaft ausgedehnt. In seiner weiteren Entwicklung bekam der ISI zunehmend den Ruf, ein Staat im Staate zu sein, der weder der Armee noch der Regierung verantwortlich, sondern von Korruption durchsetzt war.

### Konflikt mit der Sowjetunion
In den 1980er Jahren wurde der ISI zu einem zentralen Bestandteil der Bemühungen der USA, Pakistans und verschiedener afghanischer Guerilla-Bewegungen, die Sowjetarmee aus Afghanistan zu vertreiben. Angeführt wurden diese Bemühungen von Seiten Pakistans durch Akhtar Abdur Rahman, der unter dem Staatschef General Mohammed Zia ul-Haq Director General des ISI war. Neben dem Transport von Waffen nach Afghanistan bestand der Beitrag des ISI unter anderem in der Ausbildung von ungefähr 83.000 Mudschaheddin in den Jahren von 1983 bis 1997 für den Kampf in dem Nachbarland. Diese Aktivitäten setzte der ISI auch nach dem Abzug der Roten Armee aus Afghanistan weiter fort.

### Konflikt mit Afghanistan
Nach den Anschlägen vom 11. September 2001 und dem sich anschließenden ‘‘war on terror" wurde der ISI wieder zunehmend für westliche Dienste interessant. Im Austausch gegen Informationen aus elektronischer Aufklärung und finanzielle Mittel, stellte der ISI den Vereinigten Staaten Erkenntnisse von Informanten (HUMINT) über al-Qaeda und die Taliban zur Verfügung. Im April 2002 informierte ISI das FBI über den Aufenthaltsort von Abu Zubaydah, den Operationschef von Al-Qaeda. Daraufhin brachten FBI-Agenten einen Peilsender an seinem Fahrzeug an, nahmen ihn später fest und verbrachten ihn nach Guantanamo Bay, Kuba.
Der afghanische Geheimdienst (die nationale Sicherheitsdirektion) und die afghanische Regierung beschuldigen den ISI seit langem, die aufständischen Taliban heimlich zu unterstützen. Der pakistanische Geheimdienst soll beispielsweise bei der Entführung von südkoreanischen Geiseln und dem Taliban-Angriff auf eine Militärparade in Kabul beteiligt gewesen sein. Afghanistans Innenminister Junus Ghanuni beschuldigte den ISI, bin Laden geholfen zu haben, aus Afghanistan zu fliehen. Die Pakistanische Regierung bestritt jegliche Hilfe für bin Laden und bezeichnet die afghanische Regierung als Pro-Indisch. Ein Tiefpunkt zwischen Afghanistan und Pakistan wurde erreicht, als der ISI für einen Selbstmordanschlag vor der indischen Botschaft in Kabul im Juli und für ein versuchtes Attentat auf Hamid Karzai im April 2008 verantwortlich gemacht wurde. Ende Juli 2008 gab der afghanische Geheimdienst bekannt, dass der ISI 3000 Terroristen nach Afghanistan eingeschleust haben soll, um das Straßenbauprojekt einer indischen Firma zu sabotieren. Die pakistanische Regierung hat alle erhobenen Anschuldigungen zurückgewiesen. 2010 brachte die London School of Economics eine Studie heraus, die von massiver Hilfe mit Geld, Munition und Ausrüstung an die Taliban berichtet.
Die pakistanischen Streitkräfte drohten am 5. Mai 2011 nach der Tötung von Osama bin Laden durch die DEVGRU (Operation Neptune’s Spear) offen damit, die Zusammenarbeit mit den USA zu beenden, falls es noch einmal zu einer ähnlichen Aktion kommen sollte. Im Westen, speziell in den USA, war die Frage laut geworden, wie es dem ISI entgehen konnte, dass bin Laden in einer Garnisonsstadt in der Nähe der Landeshauptstadt Islamabad lebte.
Laut US-Generalstabschef Mike Mullen unterstützte der ISI Kämpfer des Haqqani-Netzwerk beim Angriff auf das Hotel Intercontinental in Kabul 2011 in der Nacht auf den 29. Juni 2011, bei einem Autobombenanschlag am 11. September 2011 in Kabul und bei dem Angriff auf das NATO-Hauptquartier und die Botschaft der Vereinigten Staaten in Kabul am 13. und 14. September 2011 von einem Rohbau aus in Durchführung und Planung. US-Senator Mark Kirk bezeichnete den ISI als „die größte Gefahr für Afghanistan“. Das pakistanische Innenministerium bestritt dies.

### Konflikt mit Indien
Der ISI ist auch in dem auf der Geschichte beider Länder fußenden Indisch-Pakistanischen Konflikt involviert. Der ISI förderte sunnitische Separatisten im indischen Punjab. Außerdem fördert der ISI von Nepal aus Versuche, Indien zu destabilisieren. So wurden antiindische Gruppen oder auch Terroristen aus Nepal heraus unterstützt. Auch wurde Falschgeld über Nepal nach Indien weitergeleitet.
Die Region von Kaschmir ist seit langem ein Streitpunkt zwischen Indien und Pakistan. Der ISI soll während der Amtszeit von Präsident Richard Nixon eng mit den Vereinigten Staaten zusammengearbeitet haben, um ein unabhängiges Kalistan für Indiens Sikhs zu unterstützen und Indiens Premierministerin Indira Gandhi zu diskreditieren, die von den Amerikanern als zu sowjetfreundlich angesehen wurde. 
Der ISI wird beschuldigt, etliche terroristisch-separatistische Gruppen in Kaschmir finanziert und unterstützt zu haben. Zu den terroristischen Gruppen, die mutmaßlich Hilfe und Ausbildung vom ISI erhalten, gehören die Jammu and Kashmir Liberation Front (JKLF; erklärte 1994 einen Waffenstillstand), Hezb-ul-Mujahedin, Harakat-ul Ansar, Al Umar, Al Barq, Jaish-e-Mohammad und Lashkar-e-Toiba. Der letztgenannten Organisation wird für den großen Terroranschlag Ende November 2008 im Zentrum von Mumbai, Indien verantwortlich gemacht.

## Organisation
Die Zentrale des ISI befindet sich in Islamabad. Der Leiter trägt den Titel Director General und muss ein Generalleutnant der pakistanischen Armee sein. Drei stellvertretende Direktoren, die direkt an den Director General berichten, sind jeweils für einen Zweig des ISI verantwortlich: Der interne Flügel, der sich mit Spionageabwehr und innerpakistanischen Angelegenheiten befasst, der externe Flügel und die Abteilung für Analyse und außenpolitische Beziehungen.
Das Personal des ISI wird hauptsächlich aus paramilitärischen und Spezialeinheiten der pakistanischen Armee rekrutiert. Die Mitarbeiterzahl wird nicht veröffentlicht, wird aber von Experten auf ca. 10.000 Offiziere und sonstige Angehörige geschätzt.
Als Tochterorganisation mit eigener Struktur gründete die ISI die Covert Action Division (CAD). Die CAD gelten als die Spezialisierten Kräfte mit der höchsten Geheimhaltung in Pakistan. Die Gruppe führt paramilitärische und verdeckte Operationen aus. Sie ist die „special warfare unit“ des Inter-Services Intelligence.

## Verhältnis zu deutschen Stellen
Der deutsche Bundesnachrichtendienst (BND) kooperiert mit dem pakistanischen Geheimdienst ISI. Strategisches Ziel ist es, an Informationen aus islamistischen Terrorzellen zu gelangen.
Dennoch spionierte der ISI auch deutsche Stellen aus. So flossen 2011 Informationen durch ein Sicherheitsleck beim „German Police Project Team“ (GPPT) an den ISI ab. Das GPPT bildet seit 2002 afghanische Polizisten aus. Dienstliche Telefongespräche, wie Meldungen an das Bundesinnenministerium, militärische Einsatzbefehle und die Kommunikation über zwei Verbindungsbüros mit den Stäben der US-Truppen sowie der NATO habe der ISI demnach mitgelesen.
Der Guardian schrieb 2011, der BND habe der CIA den Hinweis gegeben, Osama bin Laden lebe mit Wissen des ISI in Pakistan.
2018 räumte der ehemalige BND-Chef Gerhard Schindler ein, dass der ISI auch Terroranschläge gegen den Westen unterstütze, die Zusammenarbeit sei jedoch „alternativlos“. Bis zu diesem Zeitpunkt waren 380 pakistanische Führungsoffiziere in Deutschland von der Bundeswehr ausgebildet worden.

## Fernseh-Dokumentation
- Das Geschäft mit dem Terror - Unsere Geheimdienste und der Dschihad, 30. September 2021  SWR